# Raina Kabaivanska

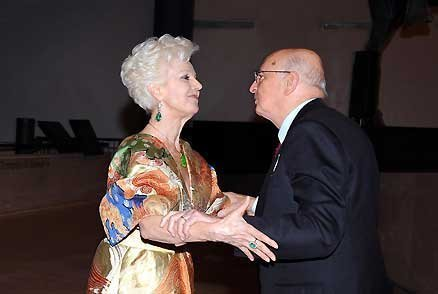
Raina Kabaivanska y Giorgio Napolitano.

Raina Yakimova Kabaivanska (en búlgaro: Райна Якимова Кабаиванска; Burgas, 15 de diciembre de 1934) es una soprano búlgara, una de las principales lírico spinto de su generación, particularmente asociada con Verdi y Puccini, aunque cantó una amplia gama de papeles. 

## Biografía
Nacida en Burgas, Bulgaria, estudió en Sofía con Prokopova y Yosifov, e hizo su debut en la Ópera Nacional de Bulgaria en Sofía como Tatjana en Eugenio Onegin de Chaikovski en 1957. 
Al año siguiente, se marchó a Italia para realizar nuevos estudios con Zina Fumagalli-Riva en Milán y con Giulia Tess en Vercelli. Dos años más tarde en Fano, Italia, como Nedda en Pagliacci de Leoncavallo. En 1961, dio su primera actuación en La Scala en Milán, como Inés, en Beatrice di Tenda, de Bellini, junto a Joan Sutherland. Cantó en Italia preferentemente, en las ciudades de Génova, Venecia, Parma y en Turín en 1973, como Elena en I vespri siciliani, en la única producción dirigida por Maria Callas. 
En 1962, hizo su debut, tanto en la Royal Opera House de Londres, como Desdémona en Otello de Verdi, y el Metropolitan Opera de Nueva York, como Nedda. Continuó actuando en el Teatro Bolshoi en Moscú, el Teatro Colón de Buenos Aires, la Opera de París, la Ópera Estatal de Viena, la Ópera de Budapest, la Lyric Opera of Chicago, la Ópera de San Francisco, la Ópera de Dallas, etc. 
En óperas filmadas, en Pagliacci,  junto a Jon Vickers en 1968, Il trovatore, junto a Franco Bonisolli, en 1975, y Tosca, junto a Plácido Domingo, en 1976, y en mayo de 1978 también con Plácido Domingo, Il trovatore, dirigida por Karajan en la Wiener Staatsoper.
Kabaivanska ha recibido los siguientes premios internacionales de ópera: Bellini (1965), Viotti d'Oro (1970), de Puccini (1978), Illica (1979), de Monteverdi (1980), el Premio de la Academia Medici - Lorenzo il Magnifico, Florencia (1990), y el Gran Premio "Una Vida dedicada a la Música", Venecia (2000).
En la actualidad, Kabaivanska es profesora en la Accademia Musicale Chigiana, en Siena. Da clases magistrales a los  intérpretes o ejecutantes de obras de Puccini, así como clases magistrales en España, Italia y Francia. Es también miembro del jurado de numerosos concursos de prestigio en todo el mundo.
Kabaivanska cantó el "Ave María" de la ópera Otello de Giuseppe Verdi como inicio del funeral de Luciano Pavarotti en Módena, el 8 de septiembre de 2007.
Su último papel ha sido la condesa La dama de picas de Chaikovski, en una serie de cinco actuaciones (31 de enero-19 de febrero de 2008) en el Capitolio de Toulouse (Francia).

## Repertorio
Su repertorio principal incluyó:
| Compositor                | Ópera                  | Papel               |
| ------------------------- | ---------------------- | ------------------- |
| Giuseppe Verdi            | Don Carlo              | Elisabeth de Valois |
|                           | Otello                 | Desdémona           |
|                           | La traviata            | Violetta Valery     |
|                           | Falstaff               | Alice Ford          |
|                           | Il trovatore           | Leonora             |
|                           | La forza del destino   | Leonora             |
|                           | Les vêpres siciliennes | Duquesa Hélène      |
|                           | Ernani                 | Elvira              |
|                           | Requiem                | Soprano             |
| Giacomo Puccini           | Madama Butterfly       | Cio-Cio San         |
|                           | Tosca                  | Floria Tosca        |
|                           | Manon Lescaut          | Manon Lescaut       |
| Richard Wagner            | Rienzi                 | Irene               |
| Francesco Cilea           | Adriana Lecouvreur     | Adriana             |
| Gaetano Donizetti         | Roberto Devereux       | Elisabetta          |
| Charles Gounod            | Faust                  | Marguerite          |
| Ruggero Leoncavallo       | Pagliacci              | Nedda               |
| Jules Massenet            | Manon                  | Manon Lescaut       |
| Alfredo Catalani          | La Wally               | Wally               |
| Piotr Ilich Chaikovski    | La dama de picas       | Lisa                |
|                           | Eugene Onegin          | Tatiana             |
| Richard Strauss           | Capriccio              | Condesa             |
| Riccardo Zandonai         | Francesca da Rimini    | Francesca           |
| Gasparo Spontini          | La Vestale             | Julia               |
| Christoph Willibald Gluck | Armide                 | Armide              |
| Leoš Janácek              | El caso Makropulos     | Emilia Marty        |
| Franz Lehár               | La viuda alegre        | Hanna Glawari       |
| Francis Poulenc           | Diálogos de carmelitas | Mme. de Croissy     |

## Sources
- Operissimo.com